# 弁天座 (松平町)
弁天座（べんてんざ）は、かつて愛知県東加茂郡松平町（現在の豊田市松平町）にあった芝居小屋・映画館。1913年（大正2年）に開館し、1963年（昭和38年）に閉館した。九久平（くぎゅうだいら）地区の旧道沿い、旧港橋と旧道の交差点の東側にあった。

## 歴史

### 戦前

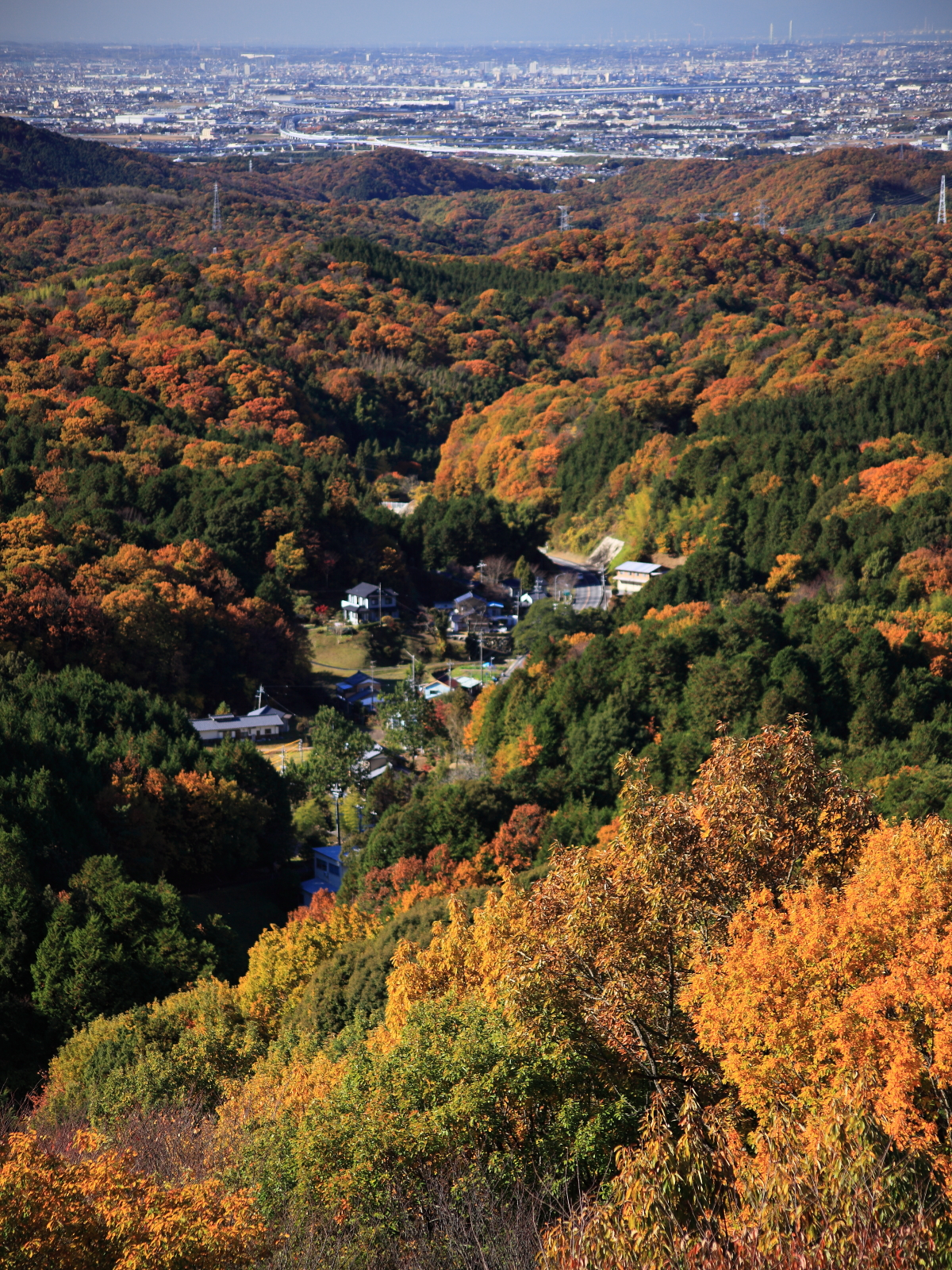
松平郷と豊田市街地（弁天座があった九久平地区の写真ではない）

巴川流域の山間部にある松平郷は、16世紀に松平氏・徳川氏が発祥した地である。1889年（明治22年）に町村制によって東加茂郡松平村が発足すると、九久平（くぎゅうだいら）地区に松平村役場が置かれた。戦後の1947年（昭和22年）には豊田市立松平中学校が設置され、1949年（昭和24年）には愛知県立加茂高等学校松平分校（現・愛知県立松平高等学校）が設置されるなど、九久平は松平町の中心地区となっている。
1913年（大正2年）5月には九久平に常設の芝居小屋として弁天座が設立され、7月14日に開館した。弁天座は1株20円の株式会社組織であり、中垣内の小畠廉二、九久平の鈴木鉄五郎、伊予田九市、宇野友次郎、伊予田小三郎らの発起によって設立されている。近くに弁天島があったことからこの名が付けられたとされる。明治・大正期の松平村は船頭や運送荷馬車引き向けの呉服商・日用雑貨商・飲食店が多数立地していた。
大正・昭和戦前期には他地域から巡業してきた芸人が興行を行い、歌舞伎（旧劇）、新派・新劇（現代劇）、活動写真（映画）、万才、奇術、浪曲などが上演された。1934年（昭和9年）頃から1946年（昭和21年）までは鵜ヶ瀬の荒井半三郎が所有者であったが、約3年間にわたって安城市の坂東勘菊が荒井半三郎から劇場を借り受けて営業し、その後は九久平の宇野鏡治・中泉精一郎・築瀬守三の3人が約5年間にわたって劇場を借り受けて営業した。すでにトーキーの時代ではあったが、戦前にはサイレント映画も上映している。1940年代に太平洋戦争が激化すると、1943年（昭和18年）から終戦までは疎開者の物資を保管する倉庫として使用された。

### 戦後
戦後の1946年（昭和21年）頃には六ツ木の加藤甲子が荒井半三郎より所有権を譲り受けた。1950年（昭和25年）以降のガチャマン景気時代には松平村も潤い、国勢調査によると1950年の松平村は7,693人の人口を有していた。ガラ紡の休日（毎月1日・15日）や農閑期などに興行が行われ、時代劇・現代劇・浪曲・映画・万才・素人のど自慢・女相撲など様々な演目が上演された。松平村の小学校が参加する連合学芸会も弁天座で行われた。『全国映画館総覧便覧 1955』によると、弁天座では自家製の映写機が使用されていた。座席数は349席であり、大映作品を上映していた。同年の東加茂郡には、弁天座、足助劇場（足助町）、足助東映（足助町）、小原劇場（小原村）の4館があった。
1961年（昭和36年）には松平村が町制施行して松平町となった。『映画便覧 1963』によると、349席という座席数は1955年と同じだが、映写機はセントラル社製のものを使用していた同年の東加茂郡には1955年と変わらず4館の映画館があった。テレビが普及するにつれて観客数が減少し、また弁天座の裏手に愛知県道39号岡崎足助線が建設されることになったため、弁天座は1963年（昭和38年）に閉館した。これによって松平町から娯楽施設が姿を消している。
松平村はもともと岡崎市との結びつきが強かったが、昭和30年代末のガラ紡の衰退とともに岡崎市との結びつきが弱まり、豊田市の自動車関連企業への通勤者が増えた。松平町は1970年（昭和45年）に豊田市に編入合併されている。